# Műkorcsolya az 1932. évi téli olimpiai játékokon
Az 1932. évi téli olimpiai játékokon a műkorcsolya versenyszámait Lake Placidben rendezték meg február 8. és 12. között. Egy férfi, egy női és a páros versenyszámban osztottak érmeket.
A páros versenyszámban a magyar Rotter Emília–Szollás László-páros bronzérmet szerzett, az Orgonista Olga–Szalay Sándor-kettős pedig negyedik lett. Magyarország első érmét szerezte a téli olimpiák történetében.

## Részt vevő nemzetek
A versenyeken 13 nemzet 39 sportolója vett részt.
- Ausztria (AUT) (2 – 1 férfi, 1 nő)
- Belgium (BEL) (1 – 1 nő)
- Csehszlovákia (TCH) (1 – 1 férfi)
- Egyesült Államok (USA) (12 – 6 férfi, 6 nő)
- Finnország (FIN) (1 – 1 férfi)
- Franciaország (FRA) (2 – 1 férfi, 1 nő)
- Japán (JPN) (2 – 2 férfi)
- Kanada (CAN) (6 – 2 férfi, 4 nő)
- Magyarország (HUN) (4 – 2 férfi, 2 nő)
- Nagy-Britannia (GBR) (4 – 4 nő)
- Németország (GER) (1 – 1 férfi)
- Norvégia (NOR) (1 – 1 nő)
- Svédország (SWE) (2 – 1 férfi, 1 nő)

## Éremtáblázat
(A rendező nemzet és Magyarország csapata eltérő háttérszínnel, az egyes számoszlopok legmagasabb értéke vagy értékei vastagítással kiemelve.)
| Az 1932. évi téli olimpiai játékok éremtáblázata műkorcsolyában | Az 1932. évi téli olimpiai játékok éremtáblázata műkorcsolyában | Az 1932. évi téli olimpiai játékok éremtáblázata műkorcsolyában | Az 1932. évi téli olimpiai játékok éremtáblázata műkorcsolyában | Az 1932. évi téli olimpiai játékok éremtáblázata műkorcsolyában | Olimpia  |
| --------------------------------------------------------------- | --------------------------------------------------------------- | --------------------------------------------------------------- | --------------------------------------------------------------- | --------------------------------------------------------------- | -------- |
|                                                                 | Ország                                                          | Arany                                                           | Ezüst                                                           | Bronz                                                           | Összesen |
| 1.                                                              | Ausztria (AUT)                                                  | 1                                                               | 1                                                               | 0                                                               | 2        |
| 2.                                                              | Norvégia (NOR)                                                  | 1                                                               | 0                                                               | 0                                                               | 1        |
|                                                                 |                                                                 |                                                                 |                                                                 |                                                                 |          |
| 3.                                                              | Franciaország (FRA)                                             | 1                                                               | 0                                                               | 0                                                               | 1        |
| 4.                                                              | Egyesült Államok (USA)                                          | 0                                                               | 1                                                               | 1                                                               | 2        |
| 5.                                                              | Svédország (SWE)                                                | 0                                                               | 1                                                               | 0                                                               | 1        |
|                                                                 |                                                                 |                                                                 |                                                                 |                                                                 |          |
| 6.                                                              | Kanada (CAN)                                                    | 0                                                               | 0                                                               | 1                                                               | 1        |
| 6.                                                              | Magyarország (HUN)                                              | 0                                                               | 0                                                               | 1                                                               | 1        |
|                                                                 |                                                                 |                                                                 |                                                                 |                                                                 |          |
| Összesen                                                        | Összesen                                                        | 3                                                               | 3                                                               | 3                                                               | 9        |

## Érmesek
| Az 1932. évi téli olimpiai játékok érmesei műkorcsolyában |                                                     |                                                            |                                                     |
| Versenyszám                                               | Arany                                               | Ezüst                                                      | Bronz                                               |
| Férfi                                                     | Karl Schäfer · Ausztria (AUT)                       | Gillis Grafström · Svédország (SWE)                        | Montgomery Wilson · Kanada (CAN)                    |
| Női                                                       | Sonja Henie · Norvégia (NOR)                        | Friederike Burger · Ausztria (AUT)                         | Maribel Vinson · Egyesült Államok (USA)             |
| Páros                                                     | Franciaország (FRA) · Andreé Brunet · Pierre Brunet | Egyesült Államok (USA) · Beatrix Loughran · Sherwin Badger | Magyarország (HUN) · Rotter Emília · Szollás László |